# R.L. Stine’s – Darf ich vorstellen – Meine Geisterfreundin
R.L. Stine – Darf ich vorstellen: Meine Geisterfreundin (Originaltitel: Mostly Ghostly: Have You Met My Ghoulfriend?) ist ein US-amerikanischer Kinder-Gruselfilm von Peter Hewitt aus dem Jahr 2016. Er entstand nach Motiven des Horror-Autors R. L. Stine und ist der zweite Teil der Mostly Ghostly-Serie, die 2008 mit R.L. Stines Geistermeister – Besuch aus dem Jenseits begann und 2016 mit R.L. Stine – Die Nacht im Geisterhaus vorläufig abgeschlossen wurde.

## Handlung
Max hat immer noch den Ring, mit dem er Phears in Schach halten kann. Auch seine Geisterfreunde Tara und Nicky sind weiter an seiner Seite. Auch treibt sich weiter Phears Geisterkatze in seinem Zimmer herum.
Doch Halloween steht wieder vor der Tür und Phears Kräfte sind nun am Stärksten. Er beschwört die Akrobatin Emma und redet ihr ein, das Max verhindert, dass sie ihre Lieben im Jenseits wieder sieht. Sie soll von Max Besitz ergreifen, damit er den Ring auszieht.
Währenddessen versucht Max alles, um an die attraktive Cammy heranzukommen. Er versucht sie mit Hilfe von Tara und Nicky zu beeindrucken. Emma fährt unterdessen durch einen Zufall in Max Bruder Colin, der sich vor Max Eltern blamiert. Als Max anschließend in der Schule ist versucht es Emma erneut und fährt ausgerechnet dann in Max, als dieser bei Cammy punkten kann. Er macht sich vor der ganzen Klasse lächerlich und landet bei der Rektorin. Diese erkennt aber nach einer weiteren akrobatischen Einlage in Max Potential zum Fußball-Spieler und statt einer Strafe wird er in das Team aufgenommen. Auch Cammy ist begeistert.
Mit Hilfe von Nicky und Tara gelingt es Max Emma auszutreiben, die jetzt in ihrer jungen Version erscheint. Max erklärt ihr, dass Phears gelogen hat. Emma schließt sich nun dem Team an.
Es kommt zu einer Konfrontation auf dem Friedhof, bei dem Max Phears austrickst, indem er dessen Katze als Druckmittel einsetzt. Anschließend punktet er beim Fußballspiel, zunächst mit Hilfe von Nicky, dann alleine. Auch kommen er und Cammy sich näher.

## Hintergrund
Der Film erschien in den Vereinigten Staaten am 2. September 2014 als DVD-Premiere. Die deutsche Erstveröffentlichung erfolgte am 5. Februar 2015, ebenfalls als DVD über Universal.
Obwohl es sich um eine direkte Fortsetzung zu R.L. Stines Geistermeister – Besuch aus dem Jenseits (2008) handelt, ist aus der ursprünglichen Besetzung bis auf Madison Pettis als Tara kein Schauspieler mehr dabei. Dies wiederholte sich auch bei R.L. Stine – Die Nacht im Geisterhaus (2016).
Der Film ist der letzte Auftritt von Joan Rivers, die die Grandma von Max spielt, vor ihrem Tod am 4. September 2014.

## Rezeption
Das Lexikon des internationalen Films schreibt: „Familienfreundliche Gruselkomödie nach einer Romanreihe, die wenig Interesse an einer halbwegs kohärenten Story verrät und auch handwerklich mäßig ausgefallen ist. Die Überzeichnung sämtlicher erwachsener Figuren trägt das Ihre zur Albernheit des Films bei.“ Ebenfalls negativ bewertete die Filmzeitschrift Cinema: „Infantil, blöde Gags, lausig inszeniert.“